# BM-MEC 6000
A BM-MEC 6000 egy B-2 tengelyelrendezésű áramvonalas dízelmozdony-sorozat volt, melyet az amerikai General Motors Electro-Motive Division gyártott. A 447 kW  teljesítményű mozdonyból összesen egy darabot gyártottak 1935-ben.

## Képek

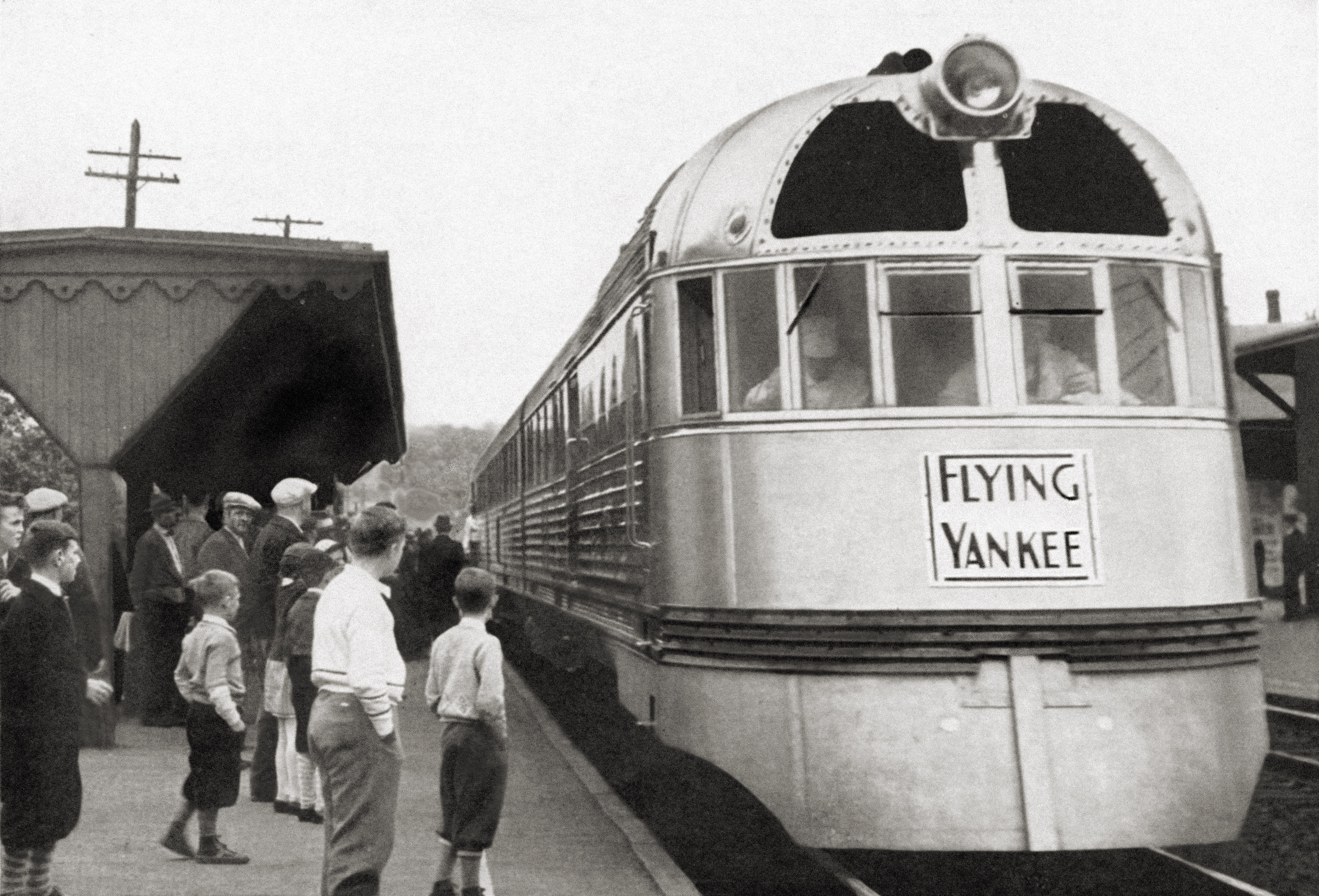
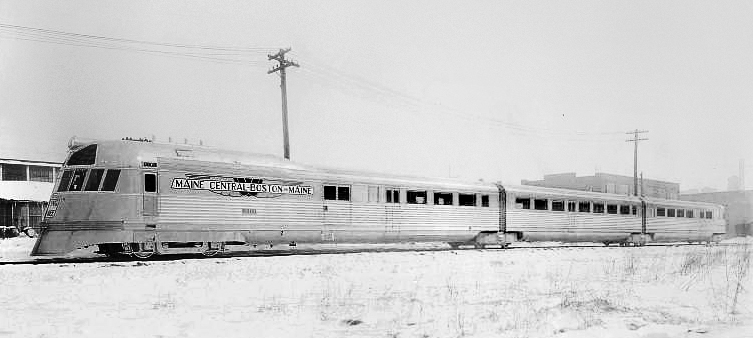
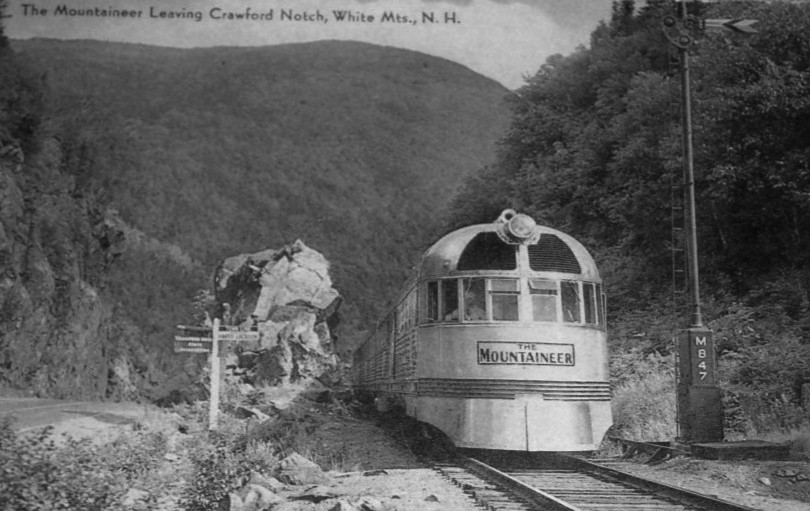
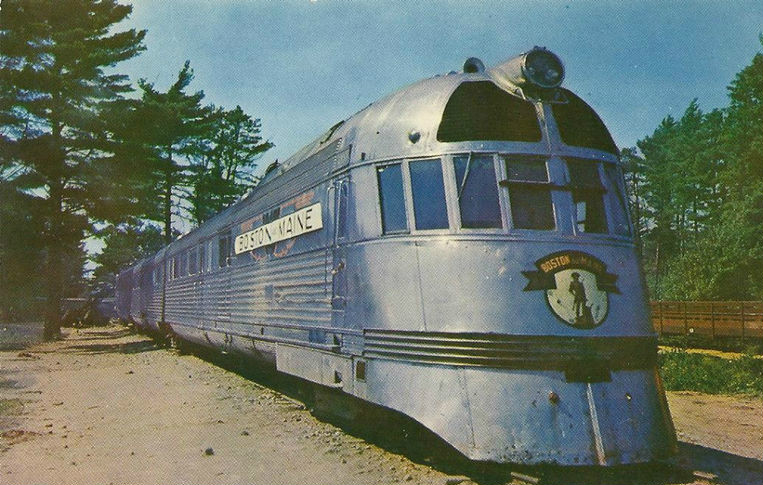